# قشلاق سیدلر دادلو یداله
قشلاق سیدلر دادلو یداله یک روستا در ایران است که در استان اردبیل واقع شده‌است. قشلاق سیدلر دادلو یداله ۱۸ نفر جمعیت دارد.